# Острова Де-Лонга
Острова́ Де-Ло́нга (якут. Де Лоҥ арыылара) — группа островов в Восточно-Сибирском море, в составе архипелага Новосибирских островов. Находятся к северо-востоку от острова Новая Сибирь. Включает острова: Жаннетты, Генриетты, Беннетта, Вилькицкого, Жохова.
Общая площадь составляет 228 км². Высота — до 426 м (о. Беннетта).
Острова Жаннетты, Генриетты и Беннетта открыты в 1879—1881 гг. экспедицией Джорджа Делонга на яхте «Жаннетта». Острова посещались также экспедициями Толля в 1902 году и Колчака в 1903 году. Другие два острова открыты гидрографической экспедицией Вилькицкого на судах «Вайгач» и «Таймыр» в 1914 году.